# Scaphirhynchus albus
Scaphirhynchus albus, noto in italiano come storione pallido, è un pesce d'acqua dolce della famiglia Acipenseridae.

## Distribuzione e habitat
Lo storione pallido è originario del nord America ed è endemica del Missouri e del basso Mississippi.
Vive solo nelle acque dei fiumi, in zone a corrente vivace con fondo a ciottoli o sabbia compatta.

## Descrizione
Abbastanza simile agli storioni europei, si può distinguere soprattutto per il muso molto sottile e acuto, il peduncolo caudale più sottile e il lobo superiore della pinna caudale allungato.
Può raggiungere la lunghezza di 2 metri per 130 kg e vivere fino ad oltre 40 anni.

## Alimentazione
Si ciba di larve di insetti e di piccoli pesci.

## Conservazione
È una specie a grave rischio di estinzione; la sua diminuzione è causata principalmente dalla costruzione di dighe e dall'alterazione e canalizzazione dei corsi d'acqua.
La pesca di questa specie è vietata in tutti gli Stati Uniti d'America.

## Galleria d'immagini

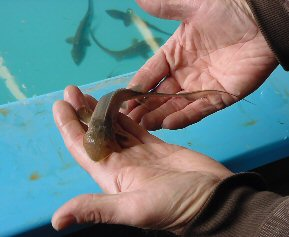
Esemplare giovanile
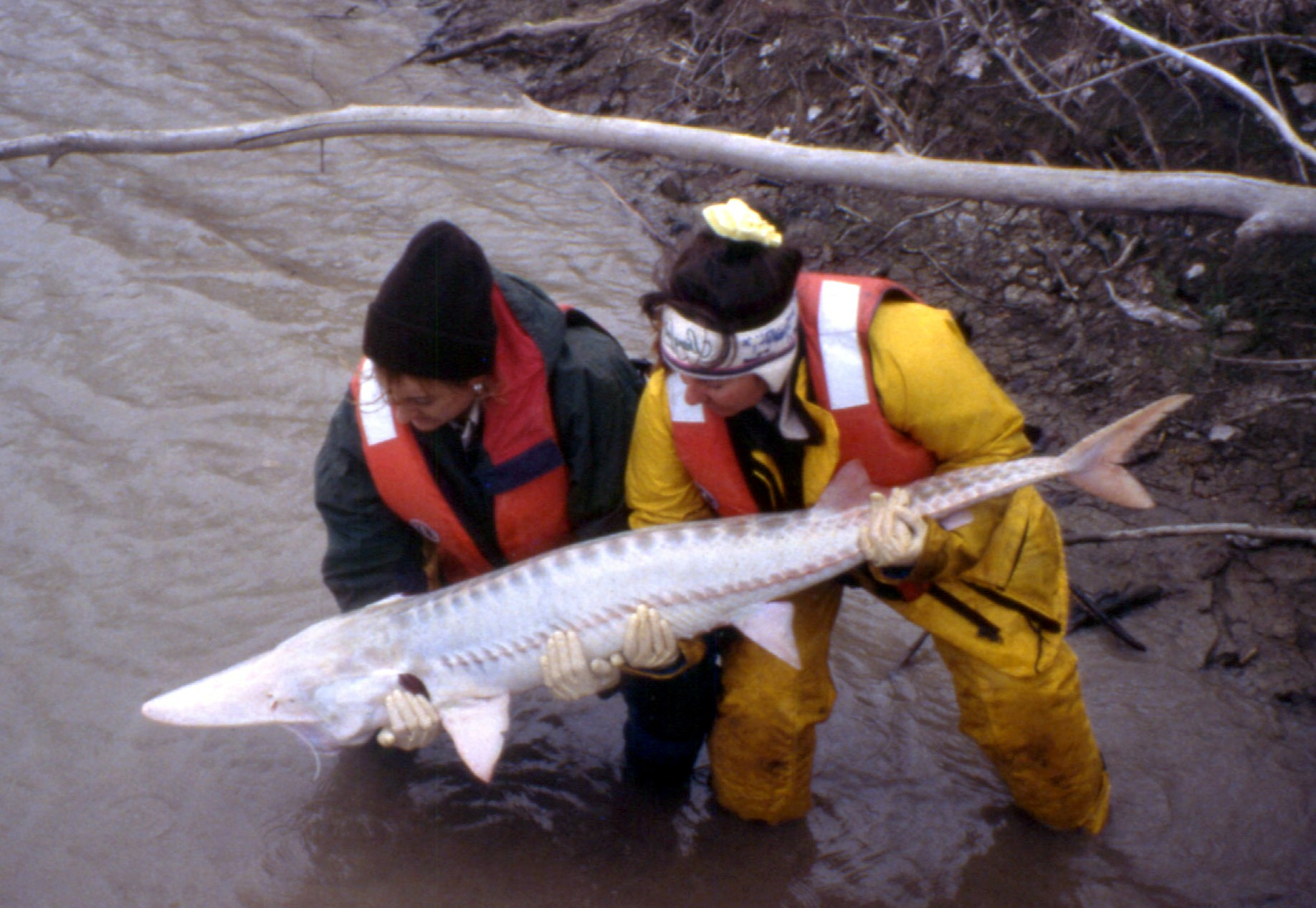
Esemplare molto grande rilasciato nel fiume Yellowstone
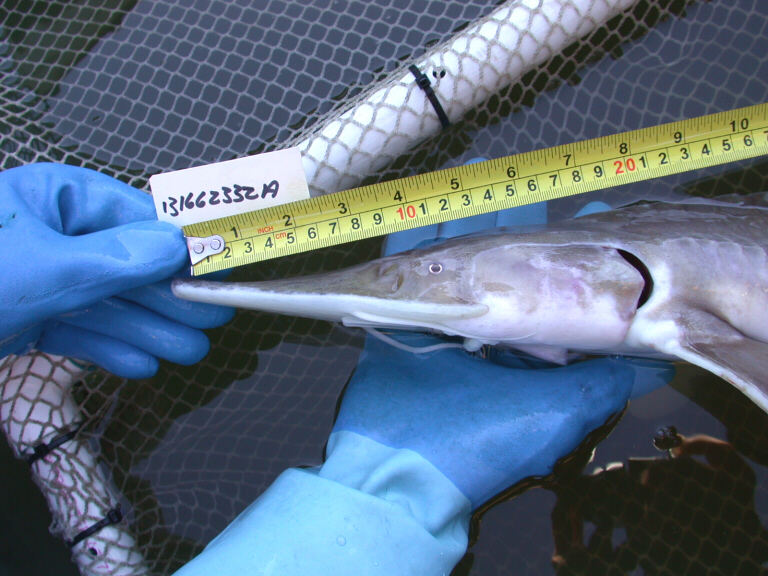
Particolare della testa